# La Matanza (partido)
La Matanza est un partido de la province de Buenos Aires fondée en 1784 dont la capitale est San Justo (Buenos Aires).
Avec une population de 1 255 288 habitants en 2001, et 1 772 130 en 2010 (en hausse de 41,17 % en 9 ans), c'est le partido le plus peuplé de la province.
Le partido fait partie du groupe des 24 partidos de la Province de Buenos Aires constituant le Grand Buenos Aires avec la capitale fédérale.